# Gabão nos Jogos Olímpicos de Verão da Juventude de 2010
O Gabão participou dos Jogos Olímpicos de Verão da Juventude de 2010 em Cingapura. Sua delegação foi composta de apenas dois atletas, ambos do atletismo.

## Atletismo
| Evento          | Atleta                       | Qualificação    | Qualificação | Final     | Final        |
| Evento          | Atleta                       | Resultado       | Posição      | Resultado | Posição      |
| --------------- | ---------------------------- | --------------- | ------------ | --------- | ------------ |
| 400 m masculino | Davy Julien Edou             | 53.59           | 22º (6º q1)  | 54.15     | 5º (Final C) |
| 100 m feminino  | Jessica Oyane Tome Mbouissou | Desclassificada | -- (-- q3)   | 13.18     | 1º (Final E) |